# Tournay-sur-Odon
Tournay-sur-Odon è un ex comune francese di 372 abitanti situato nel dipartimento del Calvados nella regione della Normandia. Dal 1º gennaio 2017 è stato accorpato con i comuni di Noyers-Missy e Le Locheur per formare il comune di Val d'Arry, del quale costituisce comune delegato.

## Società

### Evoluzione demografica
Abitanti censiti